# Paraguay en los Juegos Olímpicos de Sochi 2014
Paraguay estuvo representado en los Juegos Olímpicos de Sochi 2014 por una deportista femenina que compitió en esquí acrobático.
La portadora de la bandera en la ceremonia de apertura fue la esquiadora acrobática Julia Marino. El equipo olímpico paraguayo no obtuvo ninguna medalla en estos Juegos.